# Reinhold Modée
Reinhold Modée, tidigare Modeus, född 1 juni 1629 i Livland, död 30 april 1691 i Malmö, var en svensk militär.

## Biografi
Reinhold Modée föddes 1629 i Livland. Han var son till generalmajoren Julius Modeus och Beata Örnflycht. Modée blev 1645 fänrik i svensk tjänst, 1647 löjtnant därstädes och gick sedan i rysk tjänst och blev överstelöjtnant vid ryska artilleriet. Han blev 1656 överstelöjtnant vid artilleriet i Finland och 4 februari 1657 inspektor över arsenalerna och tyghusen i Preussen och Pommern. Han blev 26 juli 1661 överstelöjtnant vid Västgöta regemente till fot. Modée adlades 5 april 1663 till Modée och introducerades 1664 i Sveriges Riddarhus som nummer 778. Han blev 3 juni 1674 överste för drottning Ulrika Eleonoras livregemente (Malmöska regementet) och 29 januari 1675 kommendant i Malmö. Han avled 1691 i Malm och begravdes i Sankt Petri kyrka, Malmö.

### Familj
Modée var gift med Maria Ulfvenklou (död 1681), dotter av kommissarien Henrik Ulfvenklou och Eva Faler. De fick tillsammans barnen översten Julius Modée (1657–1740), Eva Maria Modée (1662–1699) som var gift med ryttmästaren Johan Orrfelt, Beata Modée (död 1710) som var gift med översten Henrik Johan Burensköld, överstelöjtnanten Henrik Modée (1667–1743), Susanna Christina Modée (1670–1738) som var gift med generallöjtnanten Georg Lybecker, fältväbeln Reinhold Modée (född 1673), överstelöjtnanten Carl Modée (1674–1736) och Lovisa Catharina Modée (1679–1752) som var gift med löjtnanten Sven Dahlepil.